# 1848년 프랑스 대통령 선거
1848년 프랑스 대통령 선거는 2월 혁명 이후 성립된 프랑스 제2공화국의 초대 대통령을 뽑는 선거로, 나폴레옹의 조카 루이 나폴레옹 보나파르트가 대통령으로 선출되었다

## 배경
헌법은 과반득표자가 없을 시 국민 의회에서 대통령을 선출하도록 했고, 이는 정부 수장인 까베냑 장군에게 유리해보였다.
루이 나폴레옹은 나폴레옹이라는 이름으로 유권자들의 마음을 사로잡았고 프랑스의 영광스런 추억이 서려 있는 나폴레옹의 전설적인 위업을 환기시키며 평화로웠던 옛 시절을 되찾을 것을 공약으로 내걸었다. 또한 각 계층의 국민들에게 그들의 이익을 모두 보호해주겠다고 약속하여 모든 유권자 집단의 지지를 얻었다. 중간계급과 농민들에게는 '질서'와 '번영'을, 빈곤층에 대해서는 '지원'을 약속했다

## 선거 결과
1848년 12월 10일 프랑스 대통령 선거 결과
| 정당 | 정당             | 후보                            | 득표      | %       |
| ---- | ---------------- | ------------------------------- | --------- | ------- |
|      | 보나파르트주의자 | 루이-나폴레옹 보나파르트        | 5,434,226 | 74.33%  |
|      | 온건공화당       | 루이-외젠 카베냑                | 1,448,107 | 19.81%  |
|      | 산악파           | 알렉산드르 오귀스트 르드뤼-롤린 | 370,119   | 5.06%   |
|      | 사회주의자       | 프랑수아-빈센트 라스파유        | 36,920    | 0.50%   |
|      | 자유주의자       | 알퐁스 드 라마르틴              | 17,210    | 0.24%   |
|      | 정통왕당파       | 니콜라 샹가르니에               | 4,790     | 0.07%   |
| 합계 | 합계             | 합계                            | 7,311,372 | 100.00% |